# Fotoluminescència

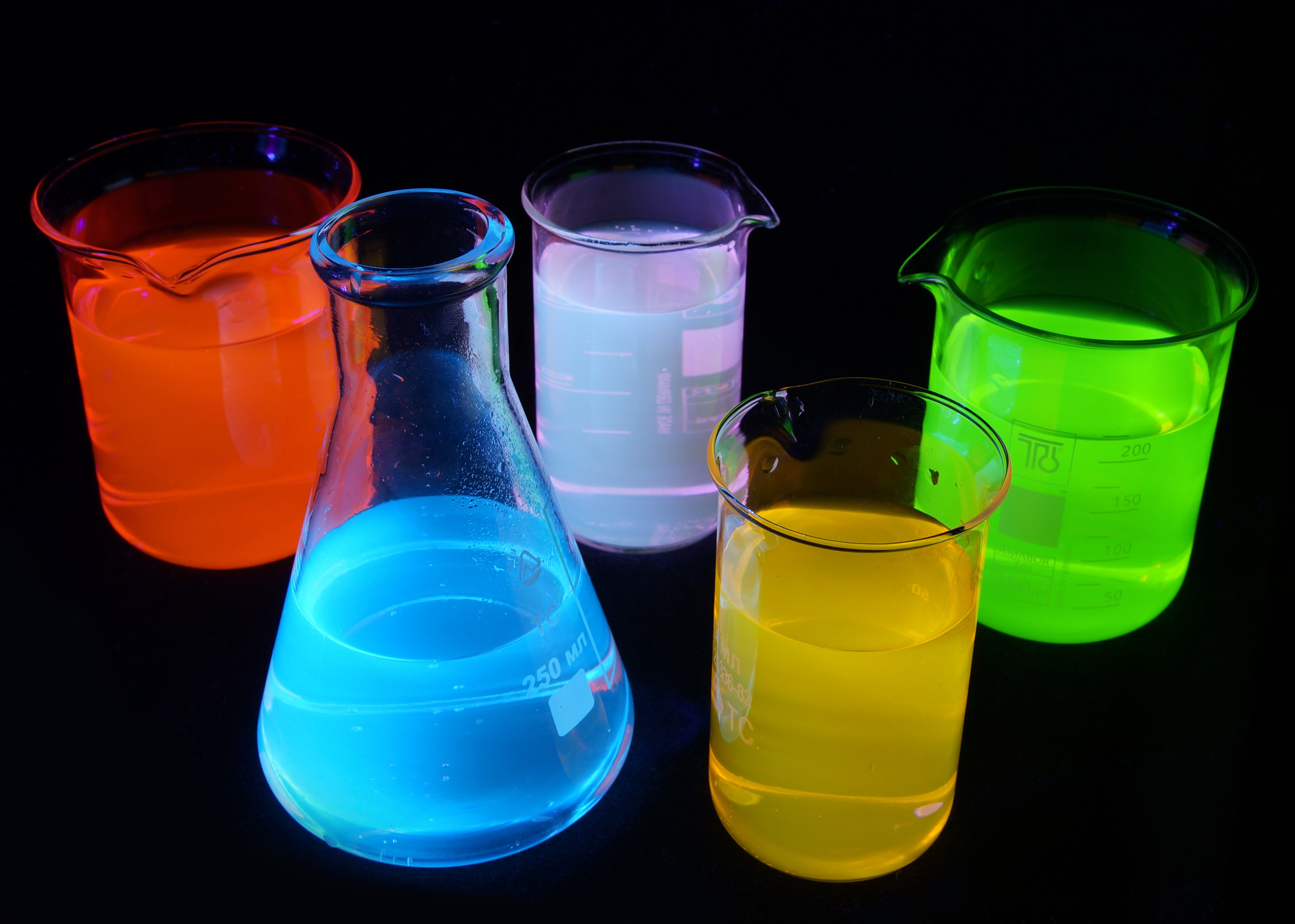
Fotoluminescència

La fotoluminescència és la propietat que posseeixen determinats elements al emetre radiació lluminosa (fotons) després d'haver estat sotmesos a estimulació externa. Quan les substàncies fotoluminescents estan exposades a radiacions ultraviolades, emeten llum visible com a resultat d'un simple fenomen d'excitació dels àtoms. Aquests, en ser excitats per la radiació ultraviolada emmagatzemen l'energia que, més tard, en una situació d'absència de llum, van alliberant durant molt de temps mitjançant una llum visible, fins que els àtoms tornen al seu estat inicial.

## Bases de la fotoluminescència
La fotoluminescència és l'emissió de llum per un mètode d'excitació no tèrmica. Pot ser deguda a:
- Xocs electrònics amb materials adequats (imatges en una pantalla de televisió).
- Accions mecàniques, triboluminescència, com la deguda al fortament del pedrenyal.
- Accions químiques, quimioluminescència, com ara l'oxidació del fòsfor, i en les cuques de llum i certs protozous la luminescència dels quals s'anomena bioluminescència.

S'anomena electroluminescència a la luminescència produïda pels camps elèctrics intensos al aplicar-los a certs sulfurs alcalinoterris.
La fotoluminescència en la que ens centrarem és la deguda a l'absorció d'una radiació electromagnètica. Si suposem l'existència d'una substància que absorbeix una ona electromagnètica incident i després emet de nou, però al cessar la causa que la produeix. En aquest cas el fenomen s'anomena fluorescència. Si l'emissió continua, al cessar l'excitació, durant cert temps s'anomena al fenomen fosforescència. Aquesta distinció no és molt correcta i s'ha proposat que en la fluorescència el temps màxim d'emissió al cessar la causa sigui de 10-8 segons. Si supera al segon serà fosforescència. La distinció més important és la deguda a l'efecte de la temperatura sobre la persistència de l'emissió. En la fluorescència no influeix, en canvi, en la fosforescència el temps d'emissió al cessar la causa decreix al augmentar la temperatura. Per altra banda, la fosforescència solament es presenta en els sòlids.
George Gabriel Stokes va trobar que les radiacions emeses en la fluorescència o en la fosforescència eren de la longitud d'ona major que les de la radiació d'excitació. Si la llum incident és policromàtica i representem les corbes espectrals de l'energia absorbida i de l'emesa, veure que el màxim de la corba espectral de l'energia emesa està desplaçat, amb respecte al màxim de la primera, cap a les longituds d'ones llargues.
S'anomena rendiment energètic de la luminescència al quocient entre el flux d'energia emès i l'absorbit. Representant gràficament el rendiment energètic de la fluorescència trobem que presenta un màxim per certa longitud d'ona i després tendeix a zero al augmentar aquesta. Això indica que a partir de certa longitud d'ona la fluorescència desapareix. Il·luminant platinocianur de bari amb llum violeta o blava dona luminescència verda, però si ho il·luminem amb llum groga o vermella reflexa simplement la llum incident.
En el cas de la fotoluminescència, la equació de Kirchhoff no es compleix: {\displaystyle m_{\lambda }/\alpha _{\lambda }=l_{\lambda }} (llei de Kirchhoff). Es verifica per tant que:
{\displaystyle {\frac {m_{\lambda }}{\alpha _{\lambda }}}>l_{\lambda }}
És a dir, a la mateixa temperatura i per a la mateixa {\displaystyle \lambda }, el cos emissor té una emitància monocromàtica superior a la del cos negre. Pot succeir que, per a longituds d'ona de la regió visible, la {\displaystyle m_{\lambda }} del cos luminescent sigui tant superior a la del cos negre a aquesta temperatura que aquell emeti una radiació visible a temperatura baixa. Per això a aquesta llum se l'anomena "llum freda", com passa amb els tubs fluorescents.

## Intensitat lluminosa

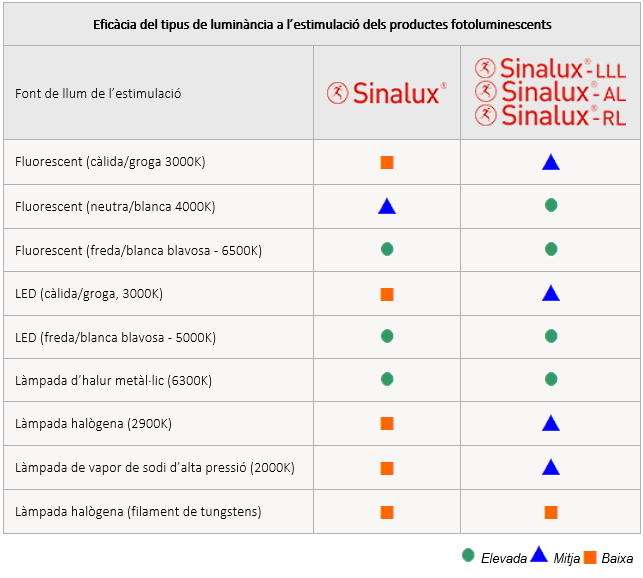
Eficàcia del tipus de luminància a l'estimulació dels productes fotoluminescents

La intensitat lluminosa emesa per la superfície fotoluminescent depèn de la quantitat d'energia que el producte ha aconseguit emmagatzemar (en funció del temps de radiació ultraviolada i de l'energia, de la longitud d'ona i de la freqüència de la radiació), és a dir, depèn del temps d'exposició a la llum ambient i del tipus de llum utilitzada per a la seva estimulació.

## Tecnologia fotoluminiscent
Els productes fotoluminiscents són aquells que, després d'haver estat exposats a radiació ultraviolada, emeten llum visible com a resultat d'exitació dels àtoms. Aquests àtoms emmagatzemen l'energia que, en absència de llum, van alliberant una llum visible.
Els objectes fotolumniscents poden passar desapercebuts sota una il·luminació normal, però al produir-se un tall d'energia, s'il·luminarien intensament en la foscor, ajudant a guiar-se en una possible evacuació. Així doncs, la tecnologia fotoluminiscent augmenta espectacularment la seguretat en un cas d'emergència.
Un cas rellevant en el món de la tecnologia fotolumniscent, va ser durant els atemptats del 11S a Nova York, on van fallar els circuits elèctrics i no hi havia prou recursos fotoluminscents. Des de llavors, tots els edifics amb més de 23 metres d'altura (Local Law 26/2004) han de tenir obligatòriament senyals fotoluminiscents en portes i escales de sortida.
Actualment, els diferents avenços tecnològics estan permetent un fort desenvolupament dels productes fotoluminiscents, gràcies a l'ús de sofisticats materials.
Els sistemes fotoluminiscents ofereixen grans avantatges respecte la tecnologia elèctrica. Al tractar-se d'una radiació electro-magnètica, un cop carregada no pot fallar ni pot ser aturada; així doncs, podríem dir que és tracta d'un sistema 100% fiable.
Aquesta càrrega es produeix amb la llum ambiental d'un lloc, per tant no depenem ni de l'electricitat, ni d'una bateria en cas d'emergència. Això vol dir que ens permet estalviar energia, ja que té un "consum zero".
La tecnologia fotoluminiscent s'ha d'utilitzar amb responsabilitat i coneixement. Pot ser molt útil en llocs com hospitals, escoles, oficines... però no tant adient per un cinema o un teatre, per exemple, on no podem evitar l'emissió de llum.